# Anapistula guyri
Espèce
Anapistula guyri est une espèce d'araignées aranéomorphes de la famille des Symphytognathidae.

## Distribution
Cette espèce est endémique du Goiás au Brésil,. Elle se rencontre à São Domingos.

## Description
Le mâle holotype mesure 0,58 mm. Les mâles mesurent de 0,58 à 0,67 mm.

## Publication originale
- Rheims & Brescovit, 2003 : Description of six new species of Anapistula Gertsch (Araneae, Symphytognathidae) from Brazil. Bulletin of the British Arachnological Society, vol. 12, no 7, p. 324-330.